# 内洪
内洪（Nehon），是印度旁遮普邦Rupnagar县的一个城镇。总人口10158（2001年）。

## 人口
该地2001年总人口10158人，其中男性5727人，女性4431人；0—6岁人口1112人，其中男625人，女487人；识字率78.80%，其中男性为83.12%，女性为73.23%。